# Hans Goldmann (Mediziner, 1899)
Hans Goldmann (* 20. November 1899 in Komotau, Königreich Böhmen, Österreich-Ungarn; † 19. November 1991 in Bern) war ein österreichisch-schweizerischer Augenarzt und Erfinder.

## Leben
Goldmann besuchte in Komotau das Gymnasium. Er wollte Astronom werden. Auf Drängen seines Vaters studierte er ab 1919 an der Karls-Universität Prag Medizin. Er schloss sein Studium 1923 ab und erwarb im gleichen Jahr den Doktortitel in Medizin. Von 1919 bis 1924 war er Assistent des Physiologen Armin Tschermak von Seyseneck (1870–1952) am Institut für Physiologie der Karls-Universität, außerdem des Ophthalmologen Anton Elschnig (1863–1939), ebenfalls in Prag.
1924 trat er in Bern eine Stelle als Assistent von August Siegrist (1865–1947) an der Berner Augenpoliklinik an. 1927 wurde er dort Oberarzt. 1930 wurde er in Augenheilkunde habilitiert. 1935 heiratete Goldmann Erna Renfer. Im gleichen Jahr folgte er Siegrist als Klinikleiter und Professor für Ophthalmologie nach. Von 1945 bis 1947 war er Dekan der Medizinischen Fakultät. 1964/1965 war er Rektor der Universität Bern. 1968 wurde er emeritiert. Seine Stellung als Klinikdirektor hatte er von 1935 bis 1968 durchgehend inne.
Goldmanns Interesse galt insbesondere der Optik, der Physik und der Entwicklung von medizinischen Instrumenten. Er verbesserte und entwickelte in Zusammenarbeit mit der Haag-Streit AG mehrere ophthalmologische Instrumente wie 
- Spaltlampe,[1]
- Colorimeter,
- Perimeter (1945 Entwicklung des heute Goldmann-Perimeter benannten Instrumentes),[2][1]
- Applanationstonometer,[2][1]
- Dreispiegelkontaktglas (auch Goldmannsches Dreispiegelkontaktglas),[2][3]
- Dunkeladaptometer und
- Fluorophotometer.

Neben der Entwicklung von Apparaten leistete er wichtige Beiträge zum Verständnis des Grünen Stars und des Grauen Stars.
Sein Name ist zusammen mit Maurice Favre (1876–1954) verbunden mit dem Goldmann-Favre-Syndrom.
In der Berner Augenklinik besteht bis heute eine «Hans-Goldmann-Stiftung» für Orthoptik.

## Ehrungen
- Ehrendoktor der Universität Uppsala, 1962
- Ehrendoktor der Universität Straßburg, 1965
- Wessely-Medaille 1974
- Ehrendoktor der Universität Genf, 1976

## Werke
- Über 200 Artikel in Fachzeitschriften